# الكسندر أوسوف
الكسندر أوسوف (بالروسية: Усов, Александр Владимирович)‏ مواليد 27 أغسطس 1977 في مينسك، الاتحاد السوفيتي، هو دراج بيلاروسي في صنف سباق الدراجات على الطريق. شارك في دورة الألعاب الأولمبية الصيفية.

## روابط خارجية
- الكسندر أوسوف على موقع الاتحاد الدولي للدراجات (الإنجليزية)
- الكسندر أوسوف على موقع أرشيف الدراجات (الإنجليزية)
- الكسندر أوسوف على موقع إحصائيات الدراجات الإحترافية (الإنجليزية)
- الكسندر أوسوف على موقع نسبة الدراجات (الإنجليزية)
- الكسندر أوسوف على موقع CycleBase (الإنجليزية)
- الكسندر أوسوف على موقع اللجنة الأولمبية الدولية (الإنجليزية)
- الكسندر أوسوف على موقع أوليمبيديا (الإنجليزية)